# Victor Canning
Victor Canning (n. 16 iunie 1911, Plymouth, Anglia, Regatul Unit al Marii Britanii și Irlandei – d. 21 februarie 1986, Cirencester, Anglia, Regatul Unit) a fost un scriitor de thriller englez.